# 익스팅션: 종의 구원자
《익스팅션: 종의 구원자》(영어: Extinction)은 2018년에 개봉한 미국의 SF 액션 영화이다. 벤 영이 연출을, 스펜서 코언, 브래드 케인, 에릭 하이저러가 각본을 맡았다. 영화는 한 아버지가 외계에서 지구를 침공하는 듯한 악몽을 반복해서 꾸던 중 실제로 지구가 공격을 받으면서 벌어지는 일을 다루고 있다. 마이클 페냐, 리지 캐플런, 마이크 콜터, 릴리 애스펄, 에마 부스, 이즈리얼 브루사드, 렉스 슈래프널 등이 출연했다. 2018년 7월 27일 넷플릭스를 통해 공개됐다.

## 출연진
- 마이클 페냐 - 피터 역
- 리지 캐플런 - 앨리스 역: 피터의 아내.
- 마이크 콜터 - 데이비드 역: 피터의 상사.
- 어밀리아 크라우치 - 해나 역: 앨리스와 피터의 딸.
- 에리카 트람블레이 - 루시 역: 앨리스와 피터의 딸.
- 이즈리얼 브루사드 - 마일스 역: 군인.
- 렉스 슈래프널 - 레이 역: 서맨사의 남편.
- 에마 부스 - 서맨사 역: 레이의 아내.
- 릴리 애스펄 - 메건 역: 레이와 서맨사의 딸.

## 제작
2013년 12월 250명이 넘는 영화 제작사 경영진들이 할리우드에서 아직 제작되지 않은 최고의 각본을 투표로 선정하는 더 블랙 리스트(The Black List) 2013년 명단에 스펜서 코언이 쓴 《익스팅션: 종의 구원자》 각본이 포함되었다는 사실이 알려졌다. 2014년 1월에 조 존스턴이 영화 연출을 맡기로 계약했고, 2016년 9월에는 제임스 매커보이가 출연을 위해 “이야기 중”이라는 사실이 밝혀졌다.
2016년 10월 벤 영이 감독으로 계약하였고, 2017년 1월 매커보이 대신 마이클 페냐가 출연한다고 발표되었다. 2017년 3월 리지 캐플런과 이즈리얼 브루사드가, 4월에는 마이크 콜터와 렉스 슈래프널이, 5월에 에마 부스가 출연진에 합류하였다.

## 개봉
《익스팅션: 종의 구원자》는 2018년 7월 27일 넷플릭스에서 공개됐다. 본래는 유니버설 픽쳐스가 2018년 1월 26일에 극장 개봉하기로 예정했었지만, 개봉 날짜가 연기되었다. 이후 2018년 2월, 넷플릭스가 유니버설로부터 영화 상영권을 획득했다는 소식이 전해졌다.